# Клов (струмок)
Клов — струмок (мала річка) у Києві, в місцевостях Клов та Нова Забудова, ліва притока Либеді, найбільша притока цієї річки. Протяжність — 3,2 км. Має два притоки — Кловиця та Хрещатик.
Назва походить від давнього слова «вода», «вологість», «стрімка вода» [джерело?]. Тож місцина Клов отримала назву саме через наявність там річки.

## Опис
1868 року Микола Закревський в «Описі Києва» зазначав, що струмок починається в урочищі Провалля, неподалік Арсенальної площі. Далі протікає улоговиною Кловського узвозу, вздовж вулиць Мечникова та Еспланадної. Прийнявши тут свою праву притоку — Хрещатицький струмок, протікає під НСК «Олімпійський», Троїцькою площею та вулицею Фізкультури. Неподалік від того місця, де вулиця Фізкультури виходить до річки Либідь, Клов впадає у останню.
У перші роки ХХ століття Клов був взятий у колектор на всій протяжності, крім витоків. Витоки ж було впорядковано — в генерал-губернаторській садибі (сучасна адреса — вул. Грушевського, 32) навіть було влаштовано ставок, а ще до 1960-х років з непарного боку Кловського узвозу (в його початковій частині, поблизу Кріпосного провулка) можна було серед багнистої місцини побачити невеличкий струмок. Тоді ж, при забудові вулиці багатоповерхівками цю частину річки також було взято у колектор.